# US 살레르니타나 1919

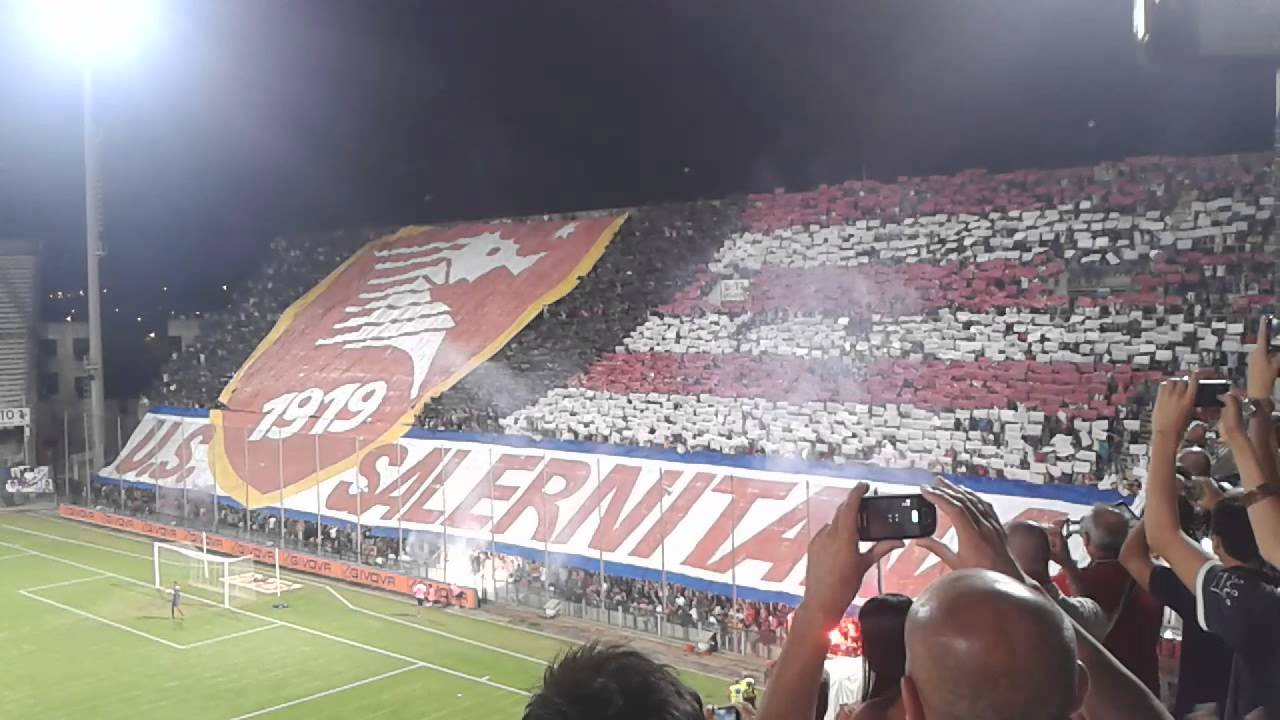

우니오네 스포르티바 살레르니타나 1919(이탈리아어: Unione Sportiva Salernitana 1919)는 1919년에 창단된 이탈리아의 축구 클럽으로, 캄파니아주 살레르노를 연고지로 한다. 현재 세리에 C에서 활약하고 있다.

## 구단
우니오네 스포르티바 살레르니타나 1919 유한회사는 유한책임회사로서, 2021년 12월 31일까지 임시로 두 신탁회사가 운영했다. 문제의 두 신탁회사는 멜리오르 트라스트 유한회사(Melior Trust s.r.l.)와 비다르 트라스트 유한회사(Widar Trust s.r.l.)로서 우고 마르케티를 최고 경영인으로 두었다. 과거 본 회사는 마르코 메차로마(Marco Mezzaroma)의 모르젠스테른 유한회사(Morgenstern S.r.l)와 루차노 코라디(Luciano Corradi)가 최고 경영인으로 있는 옴니아 서비스 원 유한회사(Omnia Service One S.r.l), 로마 소재의 두 회사가 각각 50%의 지분을 가지고 있었다. 그러나 2020-2021시즌 세리에 A로 승격한 후, 본 구단은 구단주인 클라우디오 로티토가 동시에 소유하고 있는 다른 구단인 SS 라치오와의 이해충돌 문제에 빠지게 됐다. 이러한 연유로 두 구단주는 FIGC가 정한 기일 내에 구단을 매각하기 위해 두 신틱회사에 지분을 맡겼다.

## 역대 성적
- 세리에 B:

우승 (2): 1946–47; 1997–98
- 세리에 C / 세리에 C1:

우승 (4): 1937–38; 1965–66; 2007–08; 2014–15
준우승 (2): 1989–90; 1993–94
- 코파 이탈리아 세리에 C:

준우승 (1): 1980
우승 (1): 2013–14 (몬차 칼초 상대로)
- 레가 프로 세콘다 디비시오네:

우승 (1): 2012–13
- 세리에 D:

우승 (1): 2011–12 (살레르노 칼초 시절)

## 선수 명단

### 현역
2025년 6월 30일 기준
참고: FIFA 자격 규정에 따라 소속된 국가대표팀 국기를 표시합니다. 선수는 복수의 FIFA 비회원국 국적을 가지고 있을 수 있습니다.
| 번호 | 포지션 | 국적       | 이름                  |
| ---- | ------ | ---------- | --------------------- |
| -    | GK     |            | 빈첸초 피오릴로       |
| -    | DF     | 크로아티아 | 도마고이 브라다리치   |
| -    | DF     |            | 플라비우스 다닐리우크 |
| -    | DF     |            | 마테오 로바토         |
| -    | DF     |            | 릴리안 은조           |
| -    | DF     |            | 주니오르 삼비아       |

| 번호 | 포지션 | 국적 | 이름                 |
| ---- | ------ | ---- | -------------------- |
| -    | MF     |      | 마테우시 웽고프스키  |
| -    | MF     |      | 제프 레인-아델라이드 |

## 역대 감독
| 감독                | 임기      |
| ------------------- | --------- |
| 조반니 발리엔       | 1958~1959 |
| 에토레 푸리첼리     | 1960~1961 |
| 델리오 로시         | 1993~1995 |
| 델리오 로시         | 1997~1999 |
| 즈데네크 제만       | 2001~2002 |
| 스테파노 피올리     | 2003~2004 |
| 파울루 소자         | 2023      |
| 필리포 인차기       | 2023~2024 |
| 조반니 마르투시엘로 | 2024      |